# Монте Магре (Виченца)
Монте Магре је насеље у Италији у округу Виченца, региону Венето.
Према процени из 2011. у насељу је живело 342 становника. Насеље се налази на надморској висини од 421 м.